# Mbam-et-Inoubou

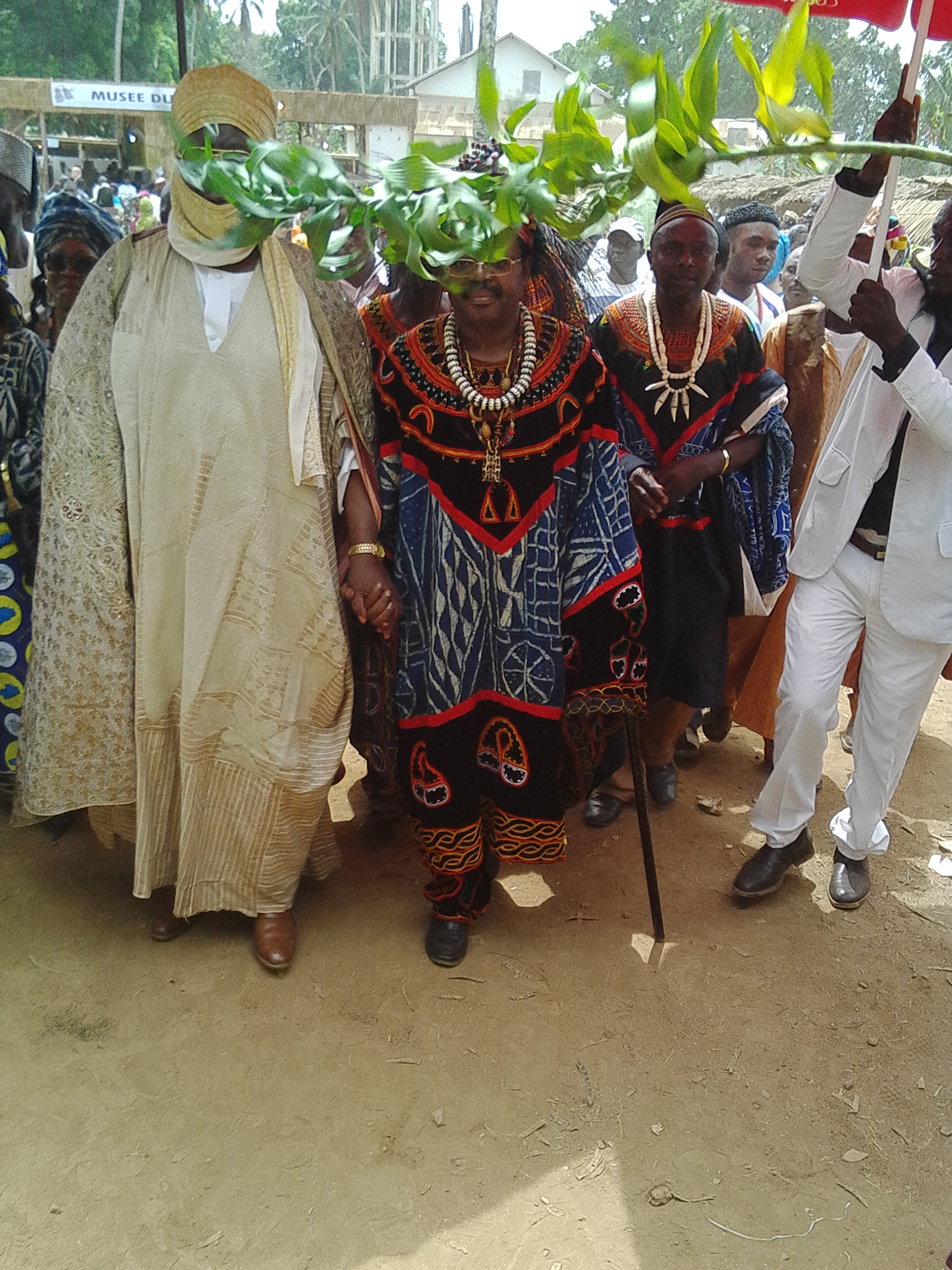
Lancement du Mbam'Art 2015.

Le Mbam-et-Inoubou est un département situé dans la région du Centre au Cameroun. Ce département est couvert par une chefferie supérieure de 1er degré nommée Chefferie de Sanaga.

## Géographie
Le département s'étend à l'ouest de la région Centre, en partie enclavé entre la région Ouest au nord et la région du Littoral à l'ouest et au sud.

## Histoire
Le département du Mbam et Inoubou est créé en 1992 par démembrement de la partie sud-ouest l'ancien département du Mbam, instauré en 1959, lors de la réforme administrative transformant les régions en département,. La majeure partie de l'ancien Mbam est devenue en 1992 le Mbam-et-Kim.

## Organisation territoriale
Le département est découpé en 9 arrondissements et/ou communes , :
| COG    | Communes     | Chef-lieu    | Superficie (km²) | Population (2005) |
| ------ | ------------ | ------------ | ---------------- | ----------------- |
| CE0701 | Bafia        | Bafia        | 238,9            | 55 506            |
| CE0702 | Bokito       | Bokito       | 1 115            | 40 228            |
| CE0703 | Ndikiniméki  | Ndikiniméki  | 1 825            | 17 462            |
| CE0704 | Ombessa      | Ombessa      | 359,3            | 25 640            |
| CE0705 | Deuk         | Deuk         | 1 447            | 11 485            |
| CE0706 | Makénéné     | Makénéné     | 703,3            | 16 564            |
| CE0707 | Kiiki        | Kiiki        | 227,8            | 8 519             |
| CE0708 | Kon-Yambetta | Kon-Yambetta | 349,5            | 8 692             |
| CE0709 | Nitoukou     | Nitoukou     | 170,9            | 4 831             |

## Galeries photos au Festival Mbam'Art

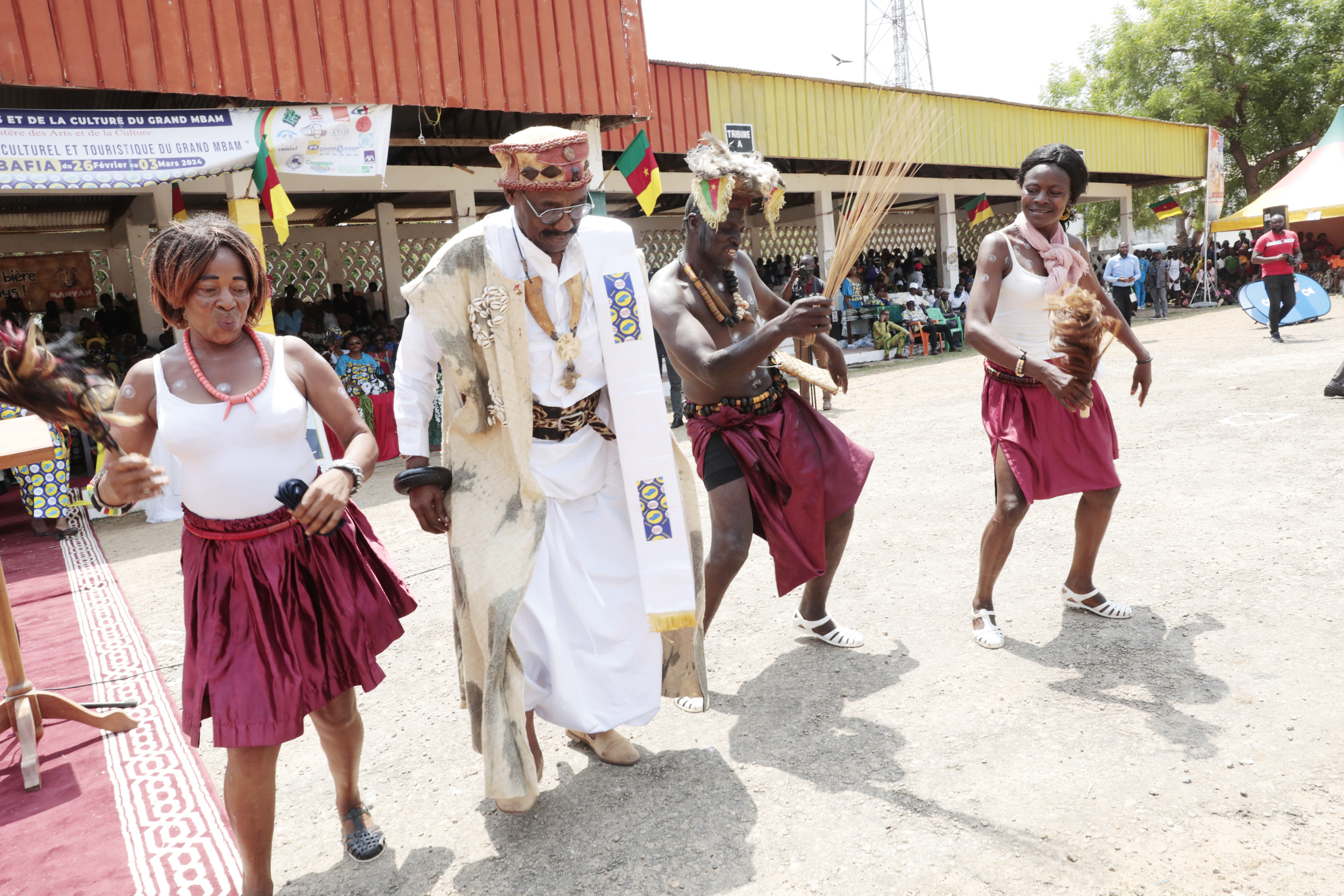
Danseur festival Mbam'Art
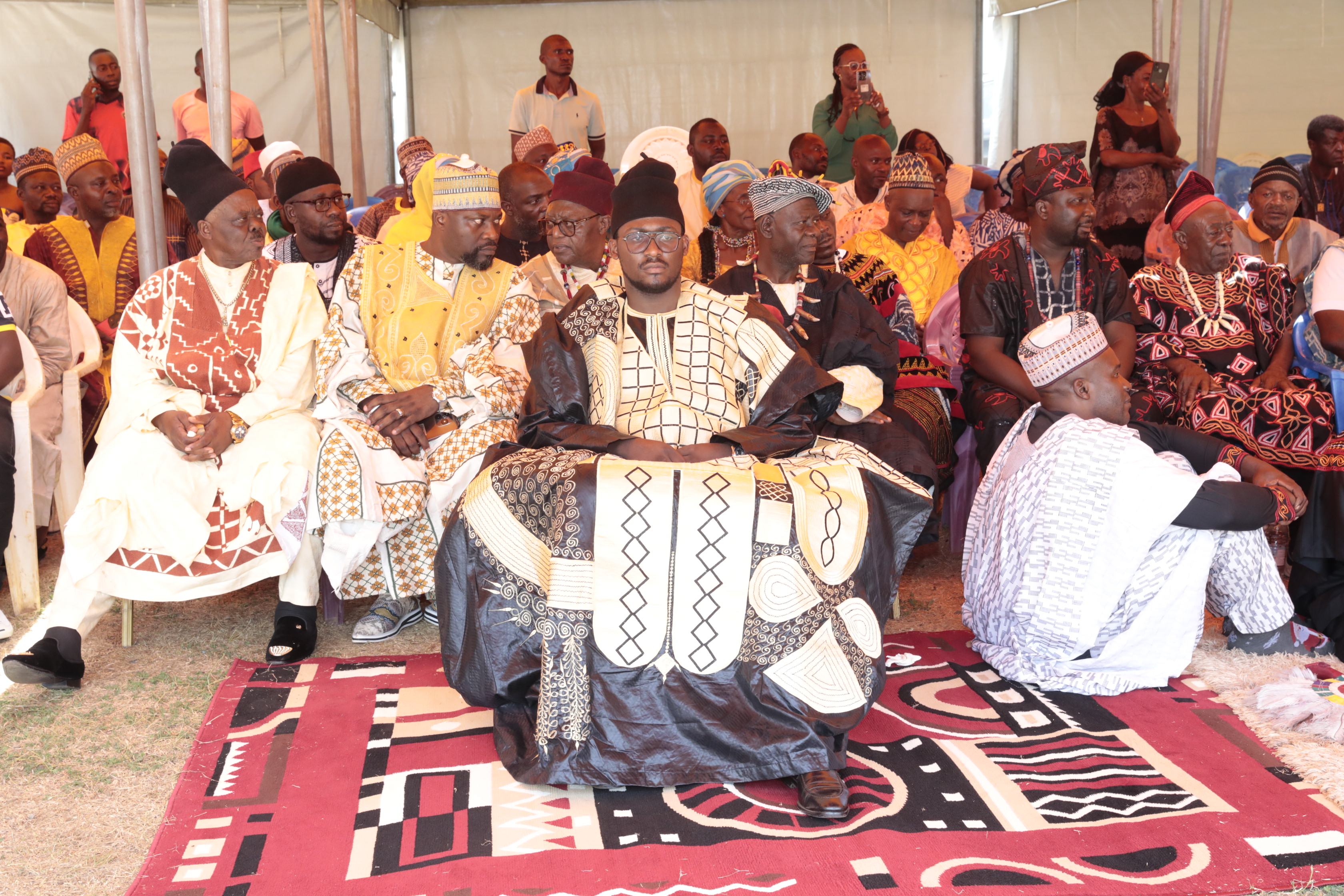
Chef traditionnel au festival Mbam'Art
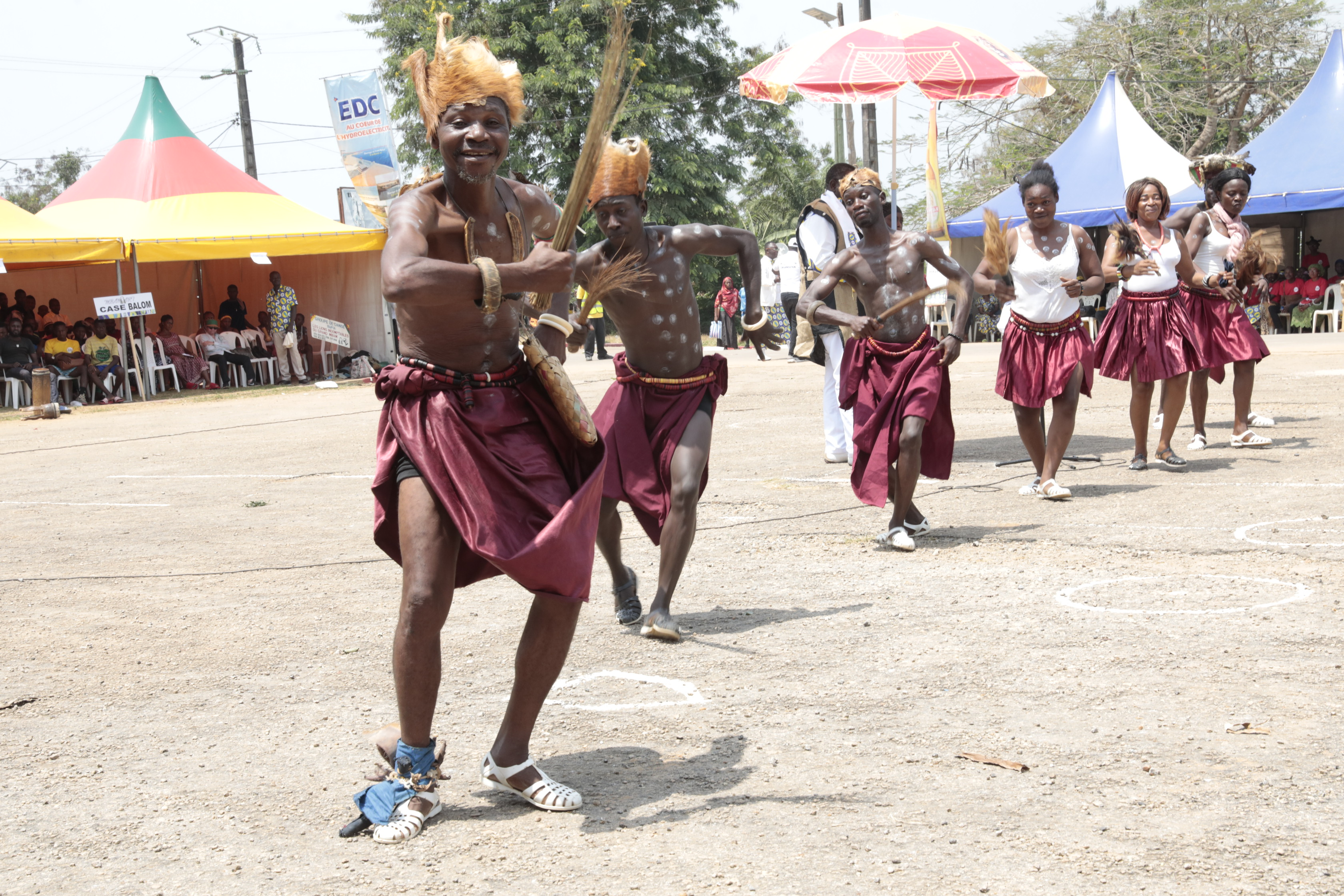
Danseurs au festival Mbam'Art